# Nödenitzsch
Nödenitzsch ist ein Ortsteil der Stadt Schmölln im Landkreis Altenburger Land in Thüringen.

## Lage
Dar Dorf Nödenitzsch befindet sich nordwestlich der Stadt Schmölln im Ronneburger-Schmöllner Ackerbaugebiet. Begrünte Erosionsrinnen geben dem Umland das Gepräge des Altenburger Raums. Verkehrsmäßig ist der Ort mit Kreisstraßen angebunden.

## Geschichte
Der weilerartige Ort wurde 1336 erstmals urkundlich genannt. Nödenitzsch gehörte zum wettinischen Amt Altenburg, welches ab dem 16. Jahrhundert aufgrund mehrerer Teilungen im Lauf seines Bestehens unter der Hoheit folgender Ernestinischer Herzogtümer stand: Herzogtum Sachsen (1554 bis 1572), Herzogtum Sachsen-Weimar (1572 bis 1603), Herzogtum Sachsen-Altenburg (1603 bis 1672), Herzogtum Sachsen-Gotha-Altenburg (1672 bis 1826). Bei der Neuordnung der Ernestinischen Herzogtümer im Jahr 1826 kam der Ort wiederum zum Herzogtum Sachsen-Altenburg.
Nach der Verwaltungsreform im Herzogtum gehörte Nödenitzsch bezüglich der Verwaltung zum Ostkreis (bis 1900) bzw. zum Landratsamt Ronneburg (ab 1900). Das Dorf gehörte ab 1918 zum Freistaat Sachsen-Altenburg, der 1920 im Land Thüringen aufging. 1922 kam es zum Landkreis Altenburg.
Am 1. Juli 1950 wurde Nödenitzsch nach Schloßig eingemeindet. Bei der zweiten Kreisreform in der DDR wurden 1952 die bestehenden Länder aufgelöst und die Landkreise neu zugeschnitten. Somit kam Nödenitzsch als Ortsteil der Gemeinde Schloßig mit dem Kreis Schmölln an den Bezirk Leipzig; jener gehörte seit 1990 als Landkreis Schmölln zu Thüringen und ging bei der thüringischen Kreisreform 1994 im Landkreis Altenburger Land auf. Mit der Eingemeindung von Schloßig in die Stadt Schmölln wurde Nödenitzsch am 1. Januar 1974 ein Ortsteil der Stadt Schmölln. 69 Personen lebten 2012 im Dorf, das von jeher landwirtschaftlich geprägt ist.